# 遠藤真理子 (実業家)
遠藤 真理子（えんどう まりこ、1976年4月4日 -　）は、日本の篤農家。株式会社テレファーム取締役。農林水産省農業女子プロジェクトメンバー。愛媛県松山市で、ICTを活用した中山間地の耕作放棄地再生と新規就農支援の地域支援型農業（Community Supported Agriculture） サービス｢Ragri｣による地方創生に尽力している。

## 概要
1976年4月4日、愛媛県大洲市の兼業農家に生まれる。健康診断（臨床検査技師:夫婦共）で過疎地域の現状を知り、2007年3月12日に株式会社テレファームを設立。2010年9月、ゲーミフィケーションを取り入れた有機野菜の遠隔栽培サービスを提供。
2014年11月15日、林芳正前農林水産大臣が視察。11月19日、ウィルグループと業務・資本提携。
2015年3月19日、「いよエバーグリーン農業応援ファンド」の第2号出資先に採択。5月17日、平成27年度食料・農業・農村白書に掲載（113ページ）。6月23日、ウィルグループとの提携解消。
2016年5月29日、楽天株式会社が出資、インターネットを活用した農業支援で地方創生への貢献を目指す。7月16日、東洋経済 日本を立て直せ！すごいベンチャー100に選定。
2017年4月5日、楽天株式会社と地域支援型農業（CSA）サービス｢Ragri｣を開始。

## 受賞
- 「READYFOR Local CHALLENGE 2015〜夢へのスタートアップ大賞〜」を受賞[13]
- 「ビジネスモデル発見＆発表会 2014」ビジネス部門JASPA賞を受賞 [14]

## 関係記事
- 農林水産省[15][16][17]
- 中国四国農政局[18]
- 総務省四国総合通信局[19]
- 日本経済新聞[20]
- アグリビジネスサミット featuring Women グランドフィナーレ[21][22]
- あぐりナビ.com[23]
- Readyfor[24]
- 事業構想[25]
- 節約大全[26]

### 動画
- 1分でわかる！ラグリとは？ - YouTube